# Susan Dey
Susan Hallock Dey (Pekin, 10 de dezembro de 1952) é uma atriz estadunidense indicada ao Emmy Award e vencedora do Globo de Ouro de melhor atriz em série dramática por L.A. Law em 1988.

## Filmografia
| Ano       | Título                            | Papel               | Nota(s)                 |
| --------- | --------------------------------- | ------------------- | ----------------------- |
| 1970-1974 | The Partridge Family              | Laurie Partridge    | Telessérie              |
| 1972      | O Candidato                       | Garota na multidão  |                         |
| 1972      | Skyjacked                         | Elly Brewster       |                         |
| 1973      | Terror on the Beach               | DeeDee Glynn        | Telefilme               |
| 1975      | Cage Without a Key                | Valerie Smith       | Telefilme               |
| 1977      | Mary Jane Harper Cried Last Night | Rowena Harper       | Telefilme               |
| 1977      | First Love                        | Caroline            |                         |
| 1978      | Little Women                      | Jo March            | Minissérie de televisão |
| 1980      | The Comeback Kid                  | Megan Barrett       | Telefilme               |
| 1981      | Looker                            | Cindy Fairmont      |                         |
| 1983      | Malibu                            | Linda Harvey        | Telefilme               |
| 1984      | Love Leads the Way                | Beth                | Telefilme               |
| 1986      | Echo Park                         | May                 |                         |
| 1987      | The Trouble with Dick             | Diane               |                         |
| 1992      | Bed of Lies                       | Vicky Daniel        | Telefilme               |
| 1993      | Lies and Lullabies                | Christina Kinsey    | Telefilme               |
| 1994      | Beyond Betrayal                   | Joanna/Emily Doyle  | Telefilme               |
| 1995      | Deadly Love                       | Rebecca Barnes      | Telefilme               |
| 1995      | Blue River                        | Mrs. Sellers        | Minissérie de televisão |
| 1997      | Bridge of Time                    | Madeleine Armstrong | Telefilme               |
| 1998      | Avenged                           | Margo               |                         |
| 2002      | L.A. Law: The Movie               | Grace Van Owen      | Telefilme               |
| 2002      | Disappearance                     | Patty Henley        | Telefilme               |
| 2003      | Rain                              | Dianna Davis        |                         |